# Villa Majo
Villa Majo o Genzano-Majo è una villa neoclassica napoletana che sorge nel quartiere del Vomero.
La villa fu voluta dal marchese di Genzano, Giovanni Andrea de Marinis, che ne affidò la costruzione ad Antonio Niccolini.
Perso il figlio, giustiziato a seguito della rivoluzione del 1799, la villa passa alla figlia coniugata col marchese famiglia Majo.
La villa era un tempo detta Villa Majo all'Infrascata poiché sorgeva all'inizio di via dell'Infrascata, l'antico nome di via Salvator Rosa che portava dalla collina del Vomero al centro di Napoli e dalla quale vi era il viale d'accesso per le carrozze. Per un periodo, all'inizio del XIX secolo, vi dimorò Gaetano Donizetti.
Oggi la villa ha ingresso su via G. Santacroce, e sorge su un piccolo pianoro davanti al Parco Viviani, con una vista diretta sul golfo e sul Vesuvio. Nel parco della villa, sorge tutt'oggi un tempietto in stile neoclassico.
Durante tutto il XX secolo, la villa è stata adibita ad abitazioni ed oggi ospita un condominio.